# Jesewitz
Jesewitz település Németországban, azon belül Szászország tartományban. Lakosainak száma 3092 fő (2023. december 31.). Jesewitz Machern, Thallwitz és Lipcse községekkel határos.

## Népesség
A település népességének változása:
| Lakosok száma | 3068 | 3085 | 3087 | 3074 | 3092 |
|               | 2017 | 2019 | 2021 | 2022 | 2023 |